# Sayed Darwich
Sayed Ali-Darwich, (en árabe: سيد درويش ). También llamado Sayed Ali-Darwish, (17 de marzo de 1892 - 15 de septiembre de 1923, Alejandría, Egipto) fue un cantante y compositor, autor del Himno Nacional de Egipto, Bilady, Bilady, Bilady cuya letra fue adaptada de un famoso discurso de Mustafa Kamil, además compuso una de las canciones árabes más conocidas mundialmente, Salma Ya Salama, popularizada en 1977 por la cantante Dalida, que hizo grabaciones en árabe y en francés. Murió súbitamente a la edad de 31 años en coincidencia con el regreso del líder Egipcio Saad Zaghloul que se encontraba exiliado. En su recepción la gente entonaba la canción de Sayed Darwich Bilady, Bilady, Bilady, que, años más tarde, se convertiría en el Himno Nacional de Egipto.

## Discografía
Algunos de sus temas más populares.
- Elhabeeb Lilhagr Mayel
- Shed Elhizam
- Lahn Elmuwadhafeen - Hiz Elhilal
- Lahn Elkhatabin - Ta Qulli
- Harrag Alaya Baba
- Iqra Ya Shekh Qufaah
- Elbahr Byedhak - Elmarakbeyah
- Zourooni
- Yalli Qawamek Yegebni
- Oum Ya Masri
- Esheqti Husnik
- Dhayyat Mustaqbal
- Dengy
- Bilady, Bilady, Bilady
- Awatfak Di Ash-har Min Nar
- Ana Haweto Wentahet
- Ana Esheqt
- Adi Sittel Kul